# Burla (Duitsland)
Burla is een plaats in de Duitse gemeente Hörselberg-Hainich in  Thüringen. De gemeente maakt deel uit van het Wartburgkreis.  Burla wordt voor het eerst genoemd in een oorkonde uit 1315. Het dorp werd in 1957 samengevoegd met Hastrungsfeld en maakt sinds 2007 deel uit van Hörselberg-Hainich.